# Christine Bonvin
Christine Bonvin (* 1957 in Brugg AG) ist eine Schweizer Autorin.

## Leben
Christine Bonvin (Pseudonym von Christine Evard) ist im Aargau aufgewachsen und hat dort eine kaufmännische Ausbildung absolviert. Sie ließ sich zur Betriebswirtschafterin ausbilden und beteiligte sich am Aufbau und an der Führung einer Firma im Bahnsicherungssektor im Zürcher Oberland. Die Freude am Schreiben erwachte in reiferen Jahren. Heute lebt sie im Wallis.
Bonvin gehört dem Vorstand von Krimi Schweiz – Verein für schweizerische Kriminalliteratur an, der 2021 zum ersten Mal das Schweizer Krimifestival in Grenchen organisiert hat. Sie ist Mitglied beim Syndikat, wo sie 2017–2018 Sprecherin und von 2018 bis 2021 Vorstand Finanzen war. Außerdem gehörte sie den Walliser Autoren deutscher Sprache, Walliser Schriftsteller Verband (SEV) und den Schweizer Schreibfrauen an. Seit 2020 ist sie Mitglied in der Kommission LiteraturPro des Kanton Wallis.
Zu ihrem Repertoire gehören Kriminalromane, Kurzgeschichten sowie Freizeitführer. Christine Bonvin lebt im Kanton Wallis.

## Werke

### Kriminalromane
- Brand im Alpenland. Gmeiner-Verlag, DE-Meßkirch 2025, ISBN 978-3-8392-0848-9
- Letzter Ton in Montreux. Gmeiner-Verlag, DE-Meßkirch 2024, ISBN 978-3-8392-0610-2.
- Matterzorn. Gmeiner-Verlag, DE-Meßkirch 2023, ISBN 978-3-8392-0392-7.
- Olympiade der Köche. KSB Verlag, DE-Gerlingen 2015, ISBN 978-3-945195-83-3.
- Gourmetfahrt im Glacier-Express. KSB Verlag, DE-Gerlingen 2012, ISBN 978-3-941564-34-3.

### Kurzgeschichten
- Schweigen. In: Moni Reinsch, Susanne Querfurth (Hrsg.): Tabak, Tod und Traubenlese. (Anthologie). Klartext Verlag, DE-Essen 2025, ISBN 978-3-8375-2740-7

- Geheime Würzmischung. In: Paul Ott, Barbara Saladin (Hrsg.): Müseli, Mord und Matterhorn. (Anthologie). Gmeiner-Verlag, DE-Meßkirch 2025, ISBN 978-3-8392-0894-6
- Wie zu Hause, nur anders. In: Peter Gerdes (Hrsg.): Fiese Friesen. (Anthologie). Gmeiner-Verlag, DE-Meßkirch 2022, ISBN 978-3-8392-0129-9.
- Helvetisches Fondue. In: Paul Ott, Barbara Saladin (Hrsg.): MordsSchweiz. (Anthologie). Gmeiner-Verlag, Meßkirch 2021, ISBN 978-3-8392-0061-2.
- Der Galgen von Ernen. In: Lutz Kreutzer (Hrsg.): Schaurige Orte in der Schweiz. (Anthologie), Gmeiner-Verlag, Meßkirch 2021, ISBN 978-3-8392-2854-8.
- Mit Schirm und Charme. In: Syndikat, Joachim Anlauf, Peter Gerdes (Hrsg.): Tod unterm Schwanz. (Anthologie). Gmeiner-Verlag, DE-Meßkirch 2020, ISBN 978-3-8392-2609-4.
- Atemlos: In Schubladengeschichten. (Anthologie). Textgemeinschaft, 2019, ISBN 978-3-7502-6040-5.
- Ein schönes Geschenk. In: Petra und Uli Mattfeldt (Hrsg.): Stille Nacht, tödliche Nacht. (Anthologie). Bookspot Verlag, DE-Planegg 2018, ISBN 978-3-95669-118-8.
- Das tödliche Geräusch. In: … und auf einmal bist du tot. (= Just Tales Shortys. Band 1). (Anthologie). JustTales Verlag, DE-Bremen 2018, ISBN 978-3-947221-24-0.
- Karibische Weihnachten. In: Schreibstar 2017: Die schönsten Weihnachtsgeschichten. (Anthologie). Zürcher Oberland Medien, CH-Wetzikon 2017, ISBN 978-3-85981-281-9.
- Das Kreuz mit dem Worträtsel. In: Ester Meinert, Jasmin N. Weidner (Hrsg.): Kreuz Wort Rätsel. (= Tat-Hergang. 2). Brighton Verlag, DE-Framersheim 2017, ISBN 978-3-95876-365-4.
- Kopiert. In: Schreibstar 2016: Die besten Krimis. (Anthologie). Zürcher Oberland Medien, CH-Wetzikon 2016, ISBN 978-3-85981-278-9.
- Die Köche bei den Büchern. In: Karina Bleicher (Hrsg.): Erfurt – mordsmäßig aufgetischt. (Anthologie). KSB Verlag, DE-Gerlingen 2016, ISBN 978-3-946105-45-9.

### Freizeitführer
- Christine Bonvin, Yvon Poncelet: Lieblingsplätze Wallis. Gmeiner-Verlag, Meßkirch 2021, ISBN 978-3-8392-2931-6.
- Christine Evard, Eric Pfändler, Beat Winterflood: Historische Gast-Häuser und Hotels, England, Wales & Kanalinseln. Hoffmann Verlag, Gerlingen 2006, ISBN 3-935834-24-1.